# Brawn GP
Brawn GP Formula One Team, formalmente Brawn GP Limited, fue una escudería británica de Fórmula 1 que ganó el Campeonato Mundial de Constructores y el Campeonato Mundial de Pilotos en 2009. Es el primer equipo de la historia de esta categoría en conseguir ambos campeonatos en el mismo año de su debut.
Se formó el 6 de marzo de 2009, después de que se confirmase que Ross Brawn, hasta entonces director técnico de Honda, había comprado el equipo. Previamente, los ingenieros de Super Aguri se habían incorporado a este equipo, a raíz de la retirada de la escudería japonesa de la Fórmula 1 en mayo de 2008.
Brawn GP hizo su debut en el Gran Premio de Australia de 2009 con el británico Jenson Button y el brasileño Rubens Barrichello como pilotos. En aquella carrera sus pilotos consiguieron las dos primeras posiciones de clasificación y de carrera.
El equipo utilizó motores de Mercedes. Pese a las dificultades iniciales, el equipo consiguió varios patrocinadores conforme avanzaba la temporada, incluyendo Virgin, MIG Investments, Henri Lloyd y PerkinElmer.
Jenson Button acabó primero de la clasificación de pilotos y Rubens Barrichello, tercero.
El 16 de noviembre del 2009 la empresa alemana Mercedes compró la estructura por lo cual pasó a llamarse Mercedes GP, y convirtiendo a Brawn GP en una de las escuderías con mejores estadísticas de la historia de Fórmula 1.

## Historia
Antes del GP de Turquía, Super Aguri F1 Team se retiró de F1, y su escudería hermana mayor, Honda, contrató a sus ingenieros para trabajar en el futuro Honda RA109, de ahí que no evolucionase el Honda RA108 durante 2008. El 5 de diciembre, Honda anunció que dejaba la categoría como consecuencia de la crisis económica de 2008. Desde entonces, Nick Fry y el mismo Ross Brawn comenzaron a buscar un comprador para la escudería que mantuviera los 700 puestos de trabajo y le asegurara la continuidad a Jenson Button, que poco antes del anunció había firmado un nuevo contrato con la escudería japonesa y se mostraba optimista respecto a la competitividad del monoplaza.
El primero en manifestar su intención de adquirir el equipo fue David Richards, dueño de Prodrive, que hasta realizó un viaje a Catar para conseguir inversores para financiar la compra. Sin embargo, Richards desistió de la compra augurando que la reducción de costes que la FIA había puesto en marcha no se asentarían hasta 2010.
El presidente de Honda Racing, Nick Fry, se mostraba confiado de encontrar comprador, ya que según sus palabras tenían doce ofertas serias sobre la mesa; sin embargo, ninguna acababa de conformar a las partes involucradas y la carrera inaugural en Australia cada vez estaba más cerca.
En febrero de 2009, el multimillonario Richard Branson se mostró interesado en el equipo; pero Bernie Ecclestone no pudo garantizarle que cumpliría sus exigencias, que consistían en que los combustibles que usen los monoplazas sean más «verdes» y que los costes para mantener un equipo en Fórmula 1 sean más baratos, por lo que Branson desistió de una compra directa del equipo, aunque su empresa Virgin Group ya era patrocinador del equipo.
Finalmente, por falta de un comprador serio para el equipo, el jefe Ross Brawn se hizo cargo por el precio simbólico de una libra esterlina y el equipo pasó a estar financiado por la misma Honda. Los pilotos titulares de la anterior escudería, Jenson Button y Rubens Barrichello, decidieron permanecer bajo las órdenes de Ross Brawn aún reduciendo sus salarios.
El 17 de marzo de 2009, la FIA aceptó oficialmente el cambio de nombre de Honda Racing F1 Team a Brawn GP. Aunque el equipo podía ser visto como una continuación de la escudería Honda Racing F1 Team, la FIA consideró a Brawn GP como una nueva.
En su primera y a la postre única temporada en la F1 el equipo usó motores de Mercedes. Su primer monoplaza, el BGP 001, debutó el 6 de marzo en el Circuito de Silverstone, con Button al volante. Posteriormente, Brawn GP se desplazó al Circuito de Cataluña para realizar los que fueron sus primeros entrenamientos y en los que asombró con sus buenos tiempos.

### Temporada 2009

#### Inicio espectacular

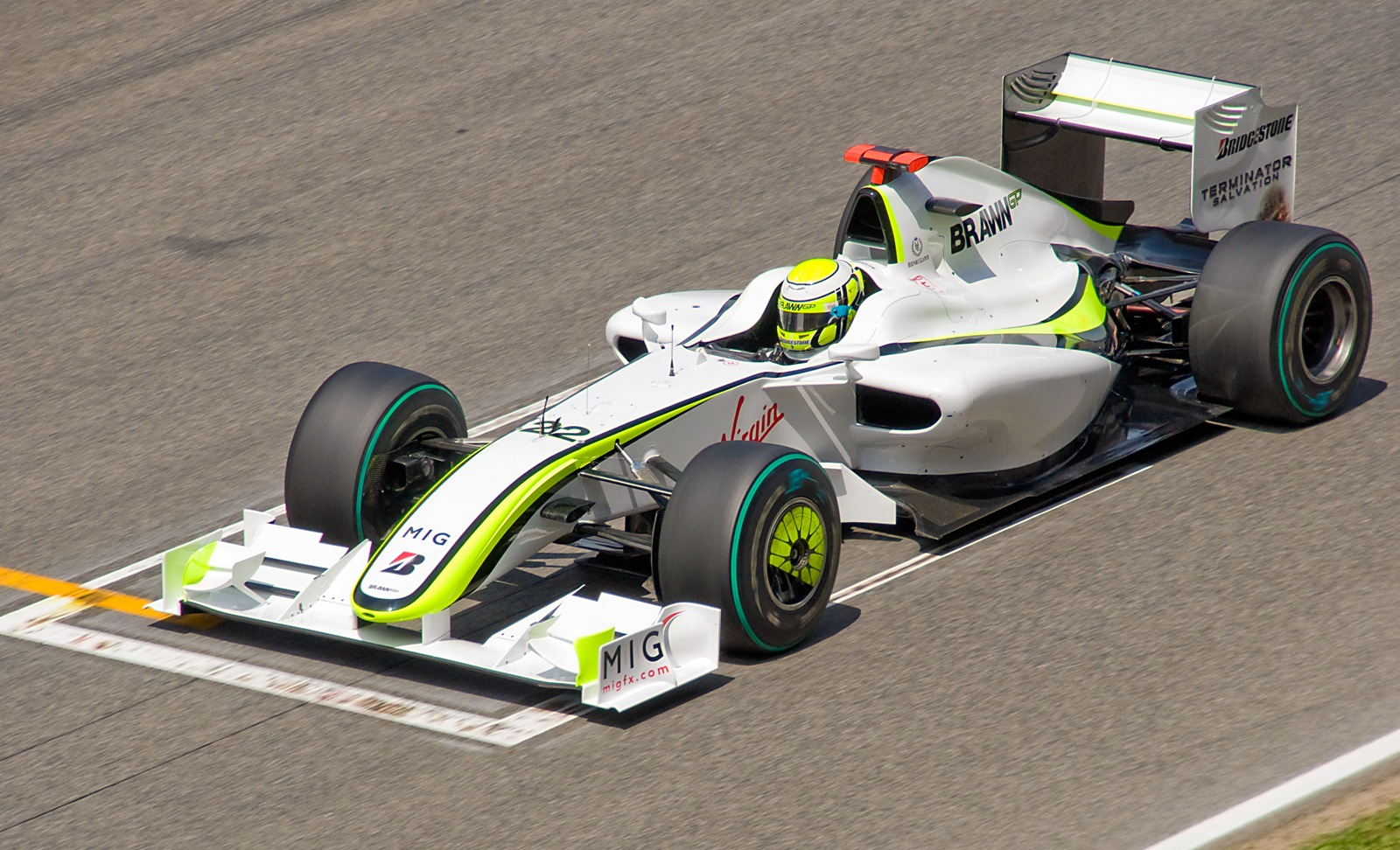
Jenson Button, camino de ganar el Gran Premio de España.

Se confirmaría las buenas sensaciones en el inicio de la temporada porque Button logró la pole position y la victoria y Barrichello la segunda plaza en el Gran Premio de Australia de 2009.
De las 7 primeras carreras disputadas, Button ganó en 6 de ellas, siendo la restante (China) su peor resultado con un tercer puesto. Rubens Barrichello finalizó la mayoría de carreras en 2.ª posición, demostrando que el monoplaza de Brawn era el mejor de la parrilla y el principal aspirante para lograr los dos títulos. Button logró en las 7 primeras carreras con 61 puntos y Barrichello 35, recordando a sus tiempos en Ferrari. Con ello Brawn se situaría líder destacado en el campeonato de constructores.

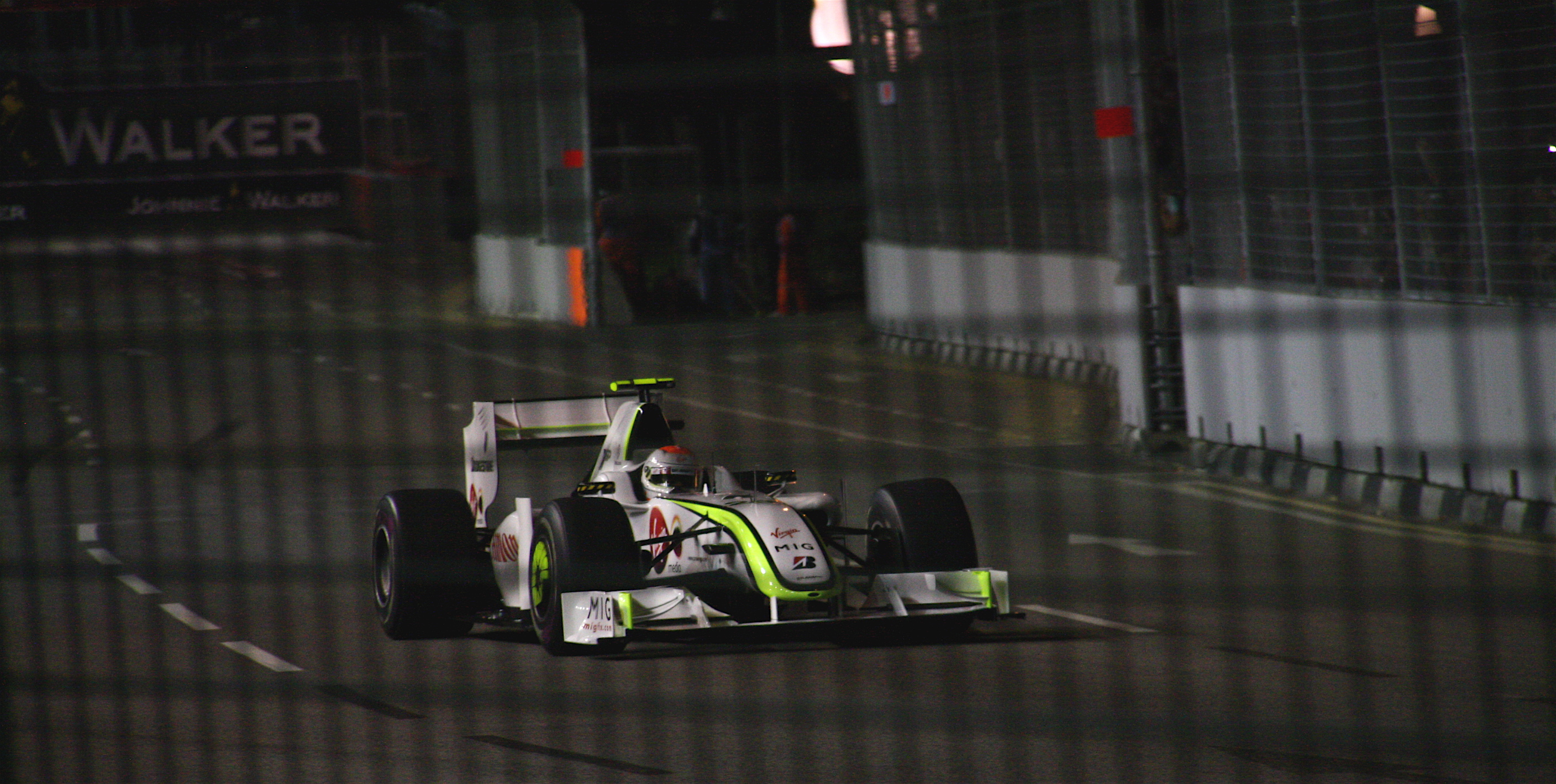
Barrichello en el GP de Singapur.

#### Retroceso y recuperación
En los siguientes Grandes Premios las diferencias entre Brawn y sus rivales se redujeron sustancialmente. En el GP de Gran Bretaña el líder del mundial llegó en 6.ª posición, y su compañero 3.º. En Nürburgring y en Hungaroring los resultados no fueron mucho mejores: 5.º y 6.º, y 7.º y 10.º, respectivamente. Por el contrario, los pilotos de Red Bull, Mark Webber y Sebastian Vettel se situaron respectivamente 2.º y 3.º del mundial de pilotos.
En el Gran Premio de Europa, Brawn volvió a pelear por la pole position y Rubens Barrichello consiguió su primera victoria de la temporada y la primera fuera de Ferrari, cabe destacar que no ganaba desde el Gran Premio de China de 2004, 81 carreras antes. En el Gran Premio de Bélgica, Rubens Barrichello logró ser séptimo a pesar de una fuga de aceite durante las últimas vueltas de carrera, Button en cambio quedó fuera de carrera en la primera vuelta a consecuencia de un accidente con Romain Grosjean, acortándose más la distancia con sus perseguidores. En Monza, la estrategia de 1 parada les funcionó y ambos monoplazas terminaron la carrera con un doblete: Rubens Barrichello, ganador de la carrera; y Jenson Button, segundo. Pero en Singapur y Japón el ritmo volvió a bajar, aunque ambos pilotos consiguieron acabar dentro de los puntos, Button quinto y Barrichello sexto en Singapur, y en Japón, Rubens séptimo y Jenson octavo. La cuantiosa renta sumada al principio del año se aventuraba suficiente para hacerse con el primer título.

#### Doble campeonato
En el Gran Premio de Brasil se decidió el campeonato del mundo, en una carrera prevista sobre mojado pero en la que no apareció la lluvia. Rubens Barrichello partió desde la pole position, Jenson Button 14.º y Sebastian Vettel 15.º, eran los tres únicos aspirantes al título. En vista a la clasificación todo parecía favorable para que Rubens redujera la diferencia de puntos respecto a su compañero de equipo y líder del mundial, Jenson Button, retrasando el veredicto final al Gran Premio de Abu Dhabi. Sin embargo, tras su primera parada en boxes, Rubens Barrichello empezó a tener problemas con su monoplaza, y Button logró remontar hasta el 6.º puesto. Al final de la carrera, Rubens Barrichello sufrió un adelantamiento de Lewis Hamilton que le pinchó un neumático que le obligó a entrar nuevamente a boxes, lo que acabó con sus posibilidades de seguir en la lucha. Sebastian Vettel acabó 4.º. De esta forma Brawn GP se convirtió en el primer equipo de la historia que consigue ambos títulos en el año de su debut. Y en Abu Dhabi, Button consiguió un podio para festejar su título (acabó 3.º) mientras que Barrichello acabó 4.º.

### Compra de Mercedes
El día 16 de noviembre, poco después de finalizar la temporada, Mercedes-Benz anunció la compra del 75,1% del equipo Brawn GP en colaboración con Aabar Inversiones. De esta manera la automotriz alemana volvió como equipo al campeonato desde su participación en los años 50.

## Resultados

### Fórmula 1
(Clave) (negrita indica pole position) (cursiva indica vuelta rápida)

| Año     | Chasis  | Motor                   | Neu. | N.º | Pilotos            | 1   | 2   | 3   | 4   | 5   | 6   | 7   | 8   | 9   | 10  | 11  | 12  | 13  | 14  | 15  | 16  | 17  | Puntos | Pos. |
| ------- | ------- | ----------------------- | ---- | --- | ------------------ | --- | --- | --- | --- | --- | --- | --- | --- | --- | --- | --- | --- | --- | --- | --- | --- | --- | ------ | ---- |
| 2009    | BGP 001 | Mercedes FO 108W 2.4 V8 | B    |     |                    | AUS | MYS | CHN | BHR | ESP | MON | TUR | GBR | GER | HUN | EUR | BEL | ITA | SIN | JPN | BRA | ABU | 172    | 1.º  |
| 2009    | BGP 001 | Mercedes FO 108W 2.4 V8 | B    | 22  | Jenson Button      | 1   | 1~  | 3   | 1   | 1   | 1   | 1   | 6   | 5   | 7   | 7   | Ret | 2   | 5   | 8   | 5   | 3   | 172    | 1.º  |
| 2009    | BGP 001 | Mercedes FO 108W 2.4 V8 | B    | 23  | Rubens Barrichello | 2   | 5~  | 4   | 5   | 2   | 2   | Ret | 3   | 6   | 10  | 1   | 7   | 1   | 6   | 7   | 8   | 4   | 172    | 1.º  |
| Fuente: |         |                         |      |     |                    |     |     |     |     |     |     |     |     |     |     |     |     |     |     |     |     |     |        |      |

### Pilotos
| Pilotos            | Carreras | Victorias | Poles | VR | Podios | Puntos | Títulos |
| ------------------ | -------- | --------- | ----- | -- | ------ | ------ | ------- |
| Jenson Button      | 17       | 6         | 4     | 2  | 9      | 95     | 1       |
| Rubens Barrichello | 17       | 2         | 1     | 2  | 6      | 77     | 0       |
| Fuente:            |          |           |       |    |        |        |         |

## Patrocinadores

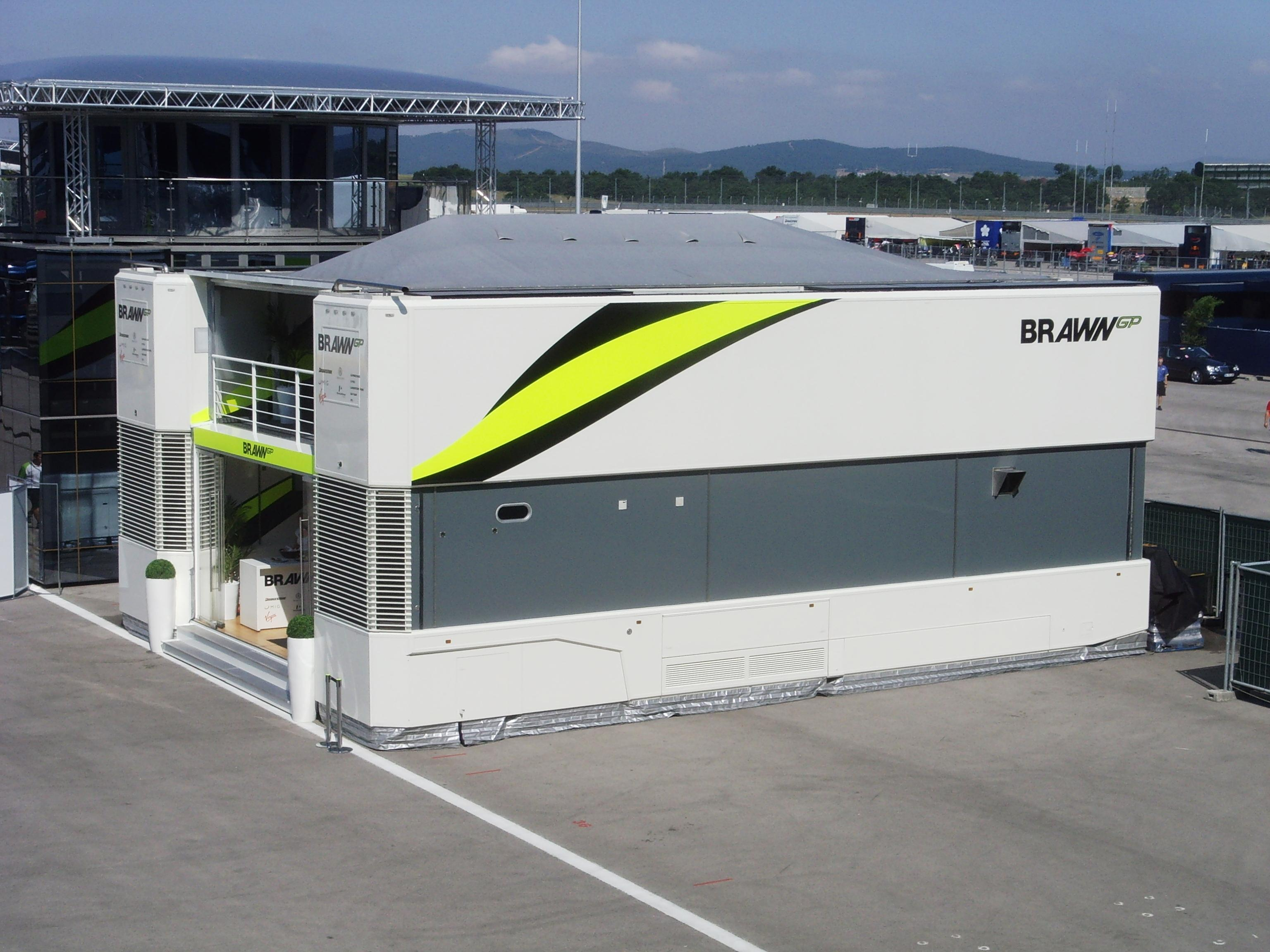
El motorhome de Brawn GP, donde se atiende a los patrocinadores.

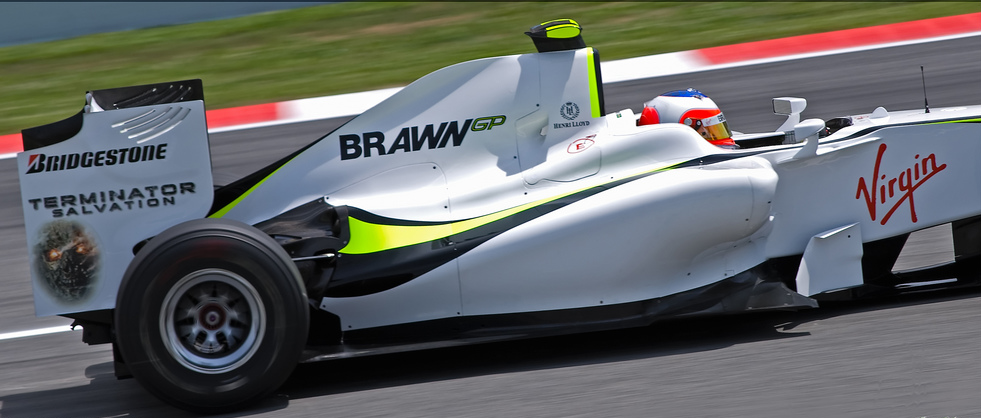
El BGP 001 con el patrocinio de Terminator Salvation.

Los patrocinadores que siguieron con el equipo Honda al final de la temporada 2008, incluyendo Bridgestone, se mantuvieron en la lista de patrocinadores para el inicio de la temporada 2009.
- El 26 de marzo Brawn GP anuncio una asociación con la empresa británica de ropa y calzado Henri Lloyd. La empresa aceptó suministrar al equipo con ropa y calzado, a cambio de que su marca apareciera en el BGP 001.[17] El 28 de marzo Sir Richard Branson anunció que Virgin sería el principal patrocinador del equipo.[18] El 17 de abril, Brawn GP anunció un acuerdo con M I G Investments para que su logo apareciera en la parte delantera del monoplaza[19] El 19 de abril se confirmó que Ray-Ban, un fabricante de gafas de sol, llevaría puesto el patrocinio en el casco de los pilotos.[20]
- En el Gran Premio de Baréin, Virgin cambió su logo habitual por el de Virgin Galactic.[21]
- El equipo volvió a firmar con Endless Advance[22] y NCE[23] y firmó un acuerdo con el proveedor de cinturones de seguridad Willans antes del Gran Premio de España.[24]
- Solo por el Gran Premio de España, Sony Pictures se unió al equipo con imágenes promocionales de la próxima película Terminator Salvation.[25]
- El equipo tomó el patrocinio de Graham-London antes del Gran Premio de Gran Bretaña, colocando su logotipo en los espejos del monoplaza.[26] Sin embargo, Richard Branson indicó que era poco probable que Virgin continuara con su acuerdo la próxima temporada, citando como un obstáculo los costos de mantenimiento.[27]
- Para el Gran Premio de Italia, el BGP001 agregó el nombre y el logotipo de la empresa italiana de cremalleras Raccagni en las alas laterales en la parte delantera de los side-pods.
- Para el Gran Premio de Singapur, Brawn GP aseguró un acuerdo de patrocinio con Canon.[28]
- Para el Gran Premio de Brasil, Brawn GP cerró un acuerdo con Grupo Petrópolis para estampar los colores y la marca de su cerveza Itaipava en ambos coches,[29] así como la aseguradora Mapfre, que puso su anuncio en el capó motor donde habitualmente iba el nombre del equipo, el Banco do Brasil, que estampó su nombre en los alerones delanteros y la bebida energética TNT Energy Drink, que puso su logo en los retrovisores y en la parte final del capó motor, así como en los flaps laterales del coche y en el alerón trasero.
- En el Gran Premio de Japón, Virgin cambió su logo por Virgin Atlantic.
- Finalmente, para el Gran Premio de Abu Dhabi, se unió a ellos la empresa de telecomunicaciones Qtel, perteneciente a Catar Telecom, que estampó su nombre en el alerón trasero y alrededor del cockpit de los monoplazas blancos. A su vez, Catar Telecom puso su nombre en los laterales de los monoplazas.